# Alloniscus allspachi
Alloniscus allspachi är en kräftdjursart som beskrevs av Nunomura 2000. Alloniscus allspachi ingår i släktet Alloniscus och familjen Alloniscidae. Inga underarter finns listade i Catalogue of Life.